# Cumulonimbus velum

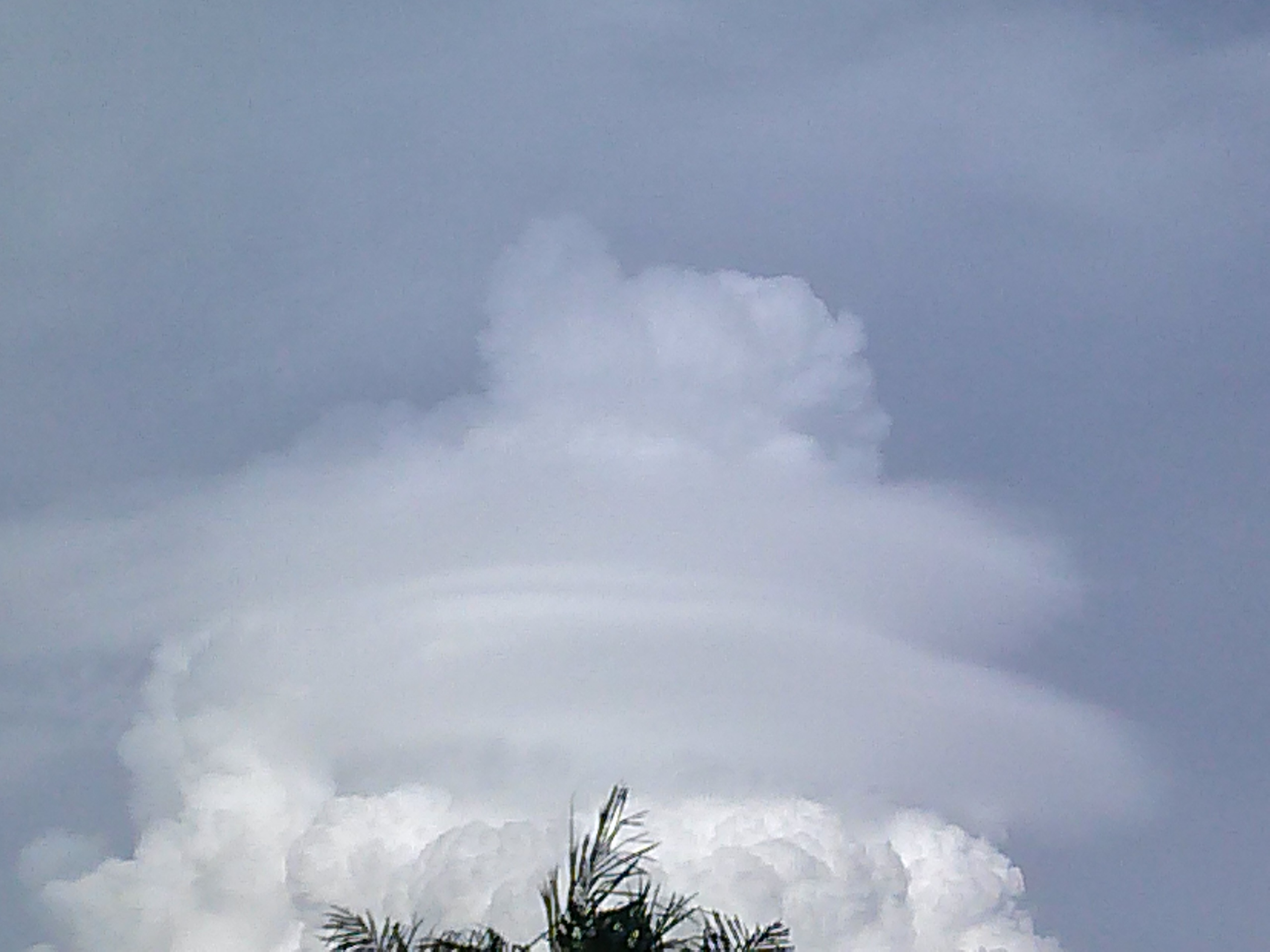
Velum cerca de la parte superior de un cumulonimbus

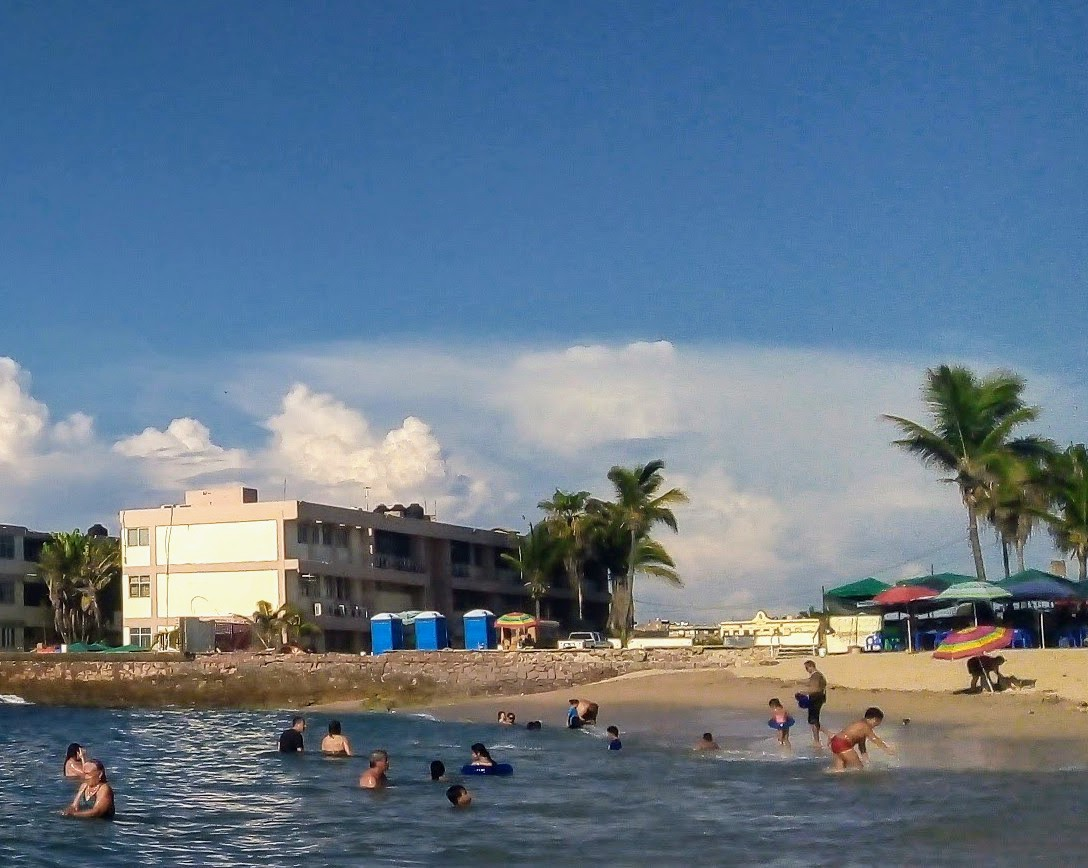
Velum largo

Cumulonimbus velum (Cb vel) (del latín cumulonimbus, "columna-lluvia" + velum, "velo") es un cumulonimbus con una nube accesoria de velo envuelto alrededor de su zona media, representando un área del aire estable húmedo creado a raíz del crecimiento de su cumulonimbus padre. El altostratus velum parece oscura en comparación a su nube padre, y puede persistir incluso después de que el cumulonimbus se haya desintegrado. El velum es muy raro, porque las condiciones necesarias para su desarrollo son poco frecuentes.